# Antoine Peytavi
Antoine Peytavi né à Toulouse entre 1535 et 1545, et mort en 1592 à Perpignan, est un peintre et sculpteur français.

## Biographie
Antoine Peytavi aurait comme ancêtres supposés Joan II Peytaivi et Jaume Peytabin, peintres verriers à Toulouse.
Ce peintre a travaillé pendant une trentaine d'années (1561-1592) dans les comtés de Cerdagne, Roussillon et Conflent, mais également en Vallespir, Urgell et dans le Ripollès, à la Renaissance. 
Parmi ses collaborateurs et amis figure le peintre Miquel Verdaguer (mort en 1586), avec lequel il travailla pendant 15 ans, et qui fut le parrain d'un de ses fils. Le sculpteur catalan Esteve Bosch, avec qui il travaille en 1590, deviendra son gendre la même année. Il aura des différends avec ses associés Josep Brell et Joan Perles, tout comme avec les consuls de la ville de Perpignan. Lorsqu'il s'installe à Perpignan, il va bénéficier à plusieurs reprises d'une franchise d'impôts mais aussi du bienfait pour les peintres des décrets du concile de Trente, favorable à la production picturale dans les édifices religieux.
Antoine Peytavi maîtrise toutes les techniques de son art, sur tous supports, ainsi que le sgaffito, qui consiste en un décor de peinture grattée sur une dorure ou une argenture.

### Descendance
Antoine Peytavi épouse Rafaela, qui a déjà un fils d'un premier mariage, Joan Antoni Comes, qui sera médecin. Le couple aura neuf enfants, quatre garçons et cinq filles :
- Antoni Gaspar Garau Peytavi (4 septembre 1565-1565)[2] ;
- Anna Peytavi, baptisée en la collégiale Saint-Jean-Baptiste de Perpignan et dont le parrain est Antoni Seguí, le 3 février 1567[3] ;
- Antoni Miquel Enric Peytavi, baptisé le 13 septembre 1569, [Note 1] ,[4] ;
- Rafaela Peytavi (1574-16..)[5], épouse le sculpteur Esteve Bosch, né à Olot. Contrat de mariage en date du 7 août 1590. Le couple devait au terme du contrat de mariage habiter chez Antoine Peytavi et son gendre travailler avec lui, en partageant les bénéfices. La mort d'Antoine en 1592 a fait que le jeune couple est parti s'installer dans le diocèse de Girone dès le mois d'avril 1593[6].

## Œuvres

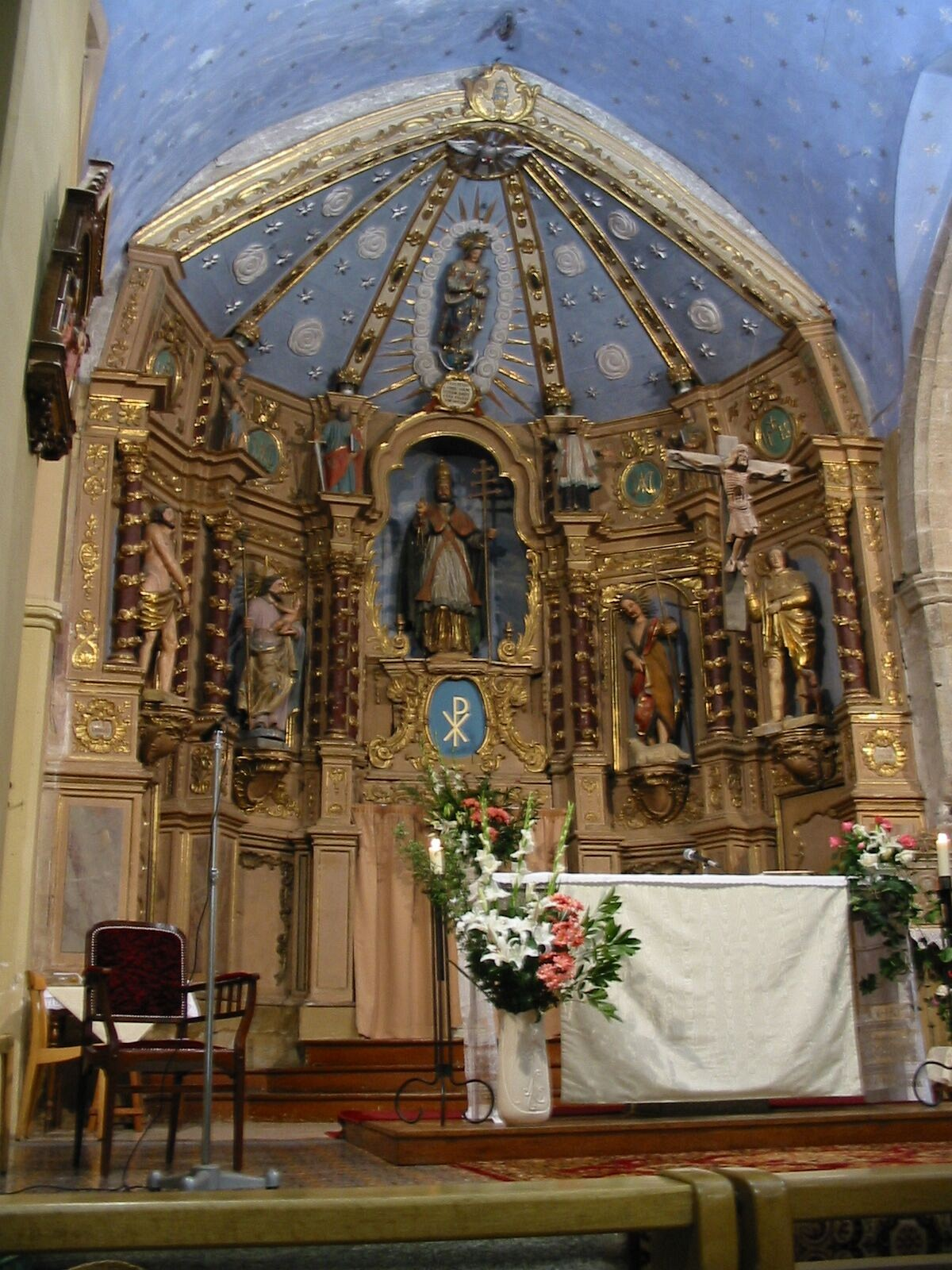
Retable du maître-autel de l'église Saint-Pierre d'Osséja.

- 1564-1565, église Saint-Pierre d'Osséja : le retable baroque tardif du maître-autel dédié à saint Pierre en bois polychrome doré d'une hauteur de 7,50 m et de 6,15 m de large a fait l'objet de restauration en 2008, qui permit la découverte sur le socle de la niche centrale, sous la statue de saint Pierre posée sur des planches peintes provenant d'un retable détruit. Ces planches peintes à décor de rinceaux blancs sur fond rouge, avec au revers des traces de peinture décoratives qui furent identifiées, comme étant identiques à celles qui figurent sur le mur d'un renfoncement de l'abside romane. Après nettoyage, sont reconnus saint Sébastien, saint André, et saint Antoine abbé avec leurs attributs. Ce panneau fut attribué par Marcel Durliat à Antoine Peytavi et Jean Perles, étant peut-être associé à Joseph Brell. La facture de ce panneau étant sans aucun doute possible de la même main que celle de Puig de Valcebollère. Antoine Peytavi aurait travaillé à Puigcerdà avant 1562, puis à Perpignan[7].
- 1569, église Sainte-Marie de Rivesaltes : les consuls de la ville passent un contrat avec Antoine Peytavi et Miquel Verdaguer le 9 avril 1569 qui pour la première fois vont travailler en association pour la réalisation d'un retable dédié à saint Michel[Lequel ?] qu'ils doivent construire et mettre en peinture. Sa forme devant aux termes du contrat être à la romaine, et sera en peuplier ou en tilleul. Sur la prédelle doit figurer une piéta, au registre principal quatre panneaux peints à l'huile représentant des scènes de la vie de l'archange, et sur le panneau sommital une crucifixion. Ils doivent également réemployer une ancienne représentation de saint Michel qu'ils doivent réparer et peindre. Ce travail devant être livré au plus tard le jour de la fête du saint le 29 septembre 1569 soit pratiquement six mois après la signature du contrat. La ville prend en charge les frais de transport, ceux de bouche des artistes pendant le temps du remontage. Le prix est fixé à 85 livres dont 30 livres à la signature du contrat, le reste à la livraison. Cette œuvre n'existe plus aujourd'hui[8].
- vers 1570, église Saint-Estève de Guils de Cerdanya : Comparution de saint Vincent devant Dacien, panneau d'un retable de Sant Vicenç de Saneja,  de même facture et similitude de la physionomie de certains personnages avec ceux du panneau de La Comparution de saint Étienne devant le Sanhédrin, attribué par  Marcel Durliat. Également conservé au musée épiscopal de Vic[9].
- 1572, église Saint-Fructueux d'Iravals à Latour-de-Carol : retable de saint Fructueux[Lequel ?], du maître-autel. À la suite d'un marché passé le 29 novembre 1572 en collaboration avec le peintre catalan Michel Verdaguer. Œuvre  Classé MH (1957)[10].
  - L'église paroissiale Saint-Étienne de Latour-Carol est située sur une légère hauteur au sud du bourg. Elle date du XVe siècle. Il y fut découvert un panneau de bois au début du XXe siècle en réemploi, servant à fermer le côté gauche de l'autel de saint Sébastien qui s'avéra provenir d'un retable réalisé par Antoine Peytavi pour la chapelle Saint-Fructueux de Latour-de-Carol. Il fut restauré et  Classé MH (1932). Ce panneau de bois résineux, peint et doré de 88 cm de haut sur 53 cm de large, représente La Comparution de saint Étienne devant le Sanhédrin[11].
- 1574 : Antoine Peytavi s'engage auprès du responsable de la corporation des pareurs le 20 avril 1574 à peindre au pinceau la nouvelle bannière de cette confrérie des drapiers du drap de Perpignan, et s'engage à livrer son travail pour la Pentecôte le 30 mai 1574. Ce marché est conclu pour la somme de 18 ducats valant 36 sous de Perpignan, réglé à la livraison[12].
- 1577, église collégiale  Saint-Jean-Baptiste de Perpignan : Antoine Peytavi installe le 28 octobre 1577, un vitrail peint de sa main dans cette église[13]
- vers 1580, église Sainte-Marie d'Oreilla : retable situé dans le transept méridional, sur le mur occidental. Il est composé de trois tableaux, prédelle de sainte Eulalie, saint Lin et sainte Cécile[Laquelle ?] : sainte Eulalie, saint Lin, sainte Cécile, saint Sébastien, saint Gaudérique. L'ensemble fait une hauteur de 98 cm sur une largeur de 112,5 cm. Œuvre  Classé MH (1954)[14].
- Monastère de Sant Joan de les Abadesses : peintures en détrempe sur bois, du retable majeur du monastère l'ange Zacharie, la Visitation, et saint Jean jeune dans le désert attribué à Antoine Peytavi.
- 1583 , église de la Vierge-Marie de Palau-del-Vidre : les consuls de la cité passent le 4 novembre 1583, un contrat avec Antoine Peytavi pour qu'il réalise la peinture à l'huile du retable de cette église et de ses images, ainsi que la statue de  Nostra Senyora de la Pietat, placée dans la niche centrale. Le contrat précise qu'il doit employer, des couleurs, ainsi que l'or et l'argent. Il y est également indiqué que le retable sera apporté aux frais des consuls et de la fabrique de la paroisse, ainsi que pour le retour. Antoine Peytavi est rémunéré pour ce travail d'une somme de 45 livres payable en deux fois la première de 20 livres, le jour de Noël 1583, le solde le jour de la livraison à Pâques 1584. Il est également prévu au contrat des indemnités en cas de retard[15].
- 1584, église collégiale  Saint-Jean-Baptiste de Perpignan : avec Miquel Verdaguer, peinture du tabernacle et de la statue de l'Immaculée Conception[16].
- 1590, abbaye Sainte-Marie d'Arles-sur-Tech : le 3 mai 1590 le sculpteur Esteve Bosch, et le peintre Antoine Peytavi, travaillent conjointement pour différents travaux de sculpture et peinture, sur le tabernacle et la statue du retable du Rosaire[17].
- Musée épiscopal de Vic : fragments d'œuvres.